# Liběhrad
Liběhrad (též Hrádek či Libušin hrádek) je zřícenina hradu na vysoké skále nad Vltavou na severním okraji města Libčice nad Vltavou v okrese Praha-západ. Dnes jsou na místě v nadmořské výšce asi 200 metrů jen malé zbytky zdiva, příkopy a valy, které jsou chráněny jako kulturní památka.

## Historie
Počátky Liběhradu spadají zřejmě do třináctého nebo spíše čtrnáctého století, ovšem poprvé se hrad písemně připomíná až v roce 1532. Možným zakladatelem byl zbraslavský klášter, který nechal hrad postavit na ochranu svého zdejšího majetku. Klášter mimo jiné vykonával podací právo k libčickému kostelu. Majetky v okolí však měl také břevnovský klášter, a vyloučená není ani možnost založení hradu šlechtickým stavebníkem, který mohl mít pozemky v okolí hradu pronajaté. Šlechtickému založení ale nenasvědčuje absence hospodářského předhradí. Hrad zanikl pravděpodobně koncem čtrnáctého století nebo během husitských válek. Roku 1541 se o něm píše již jako o zřícenině.

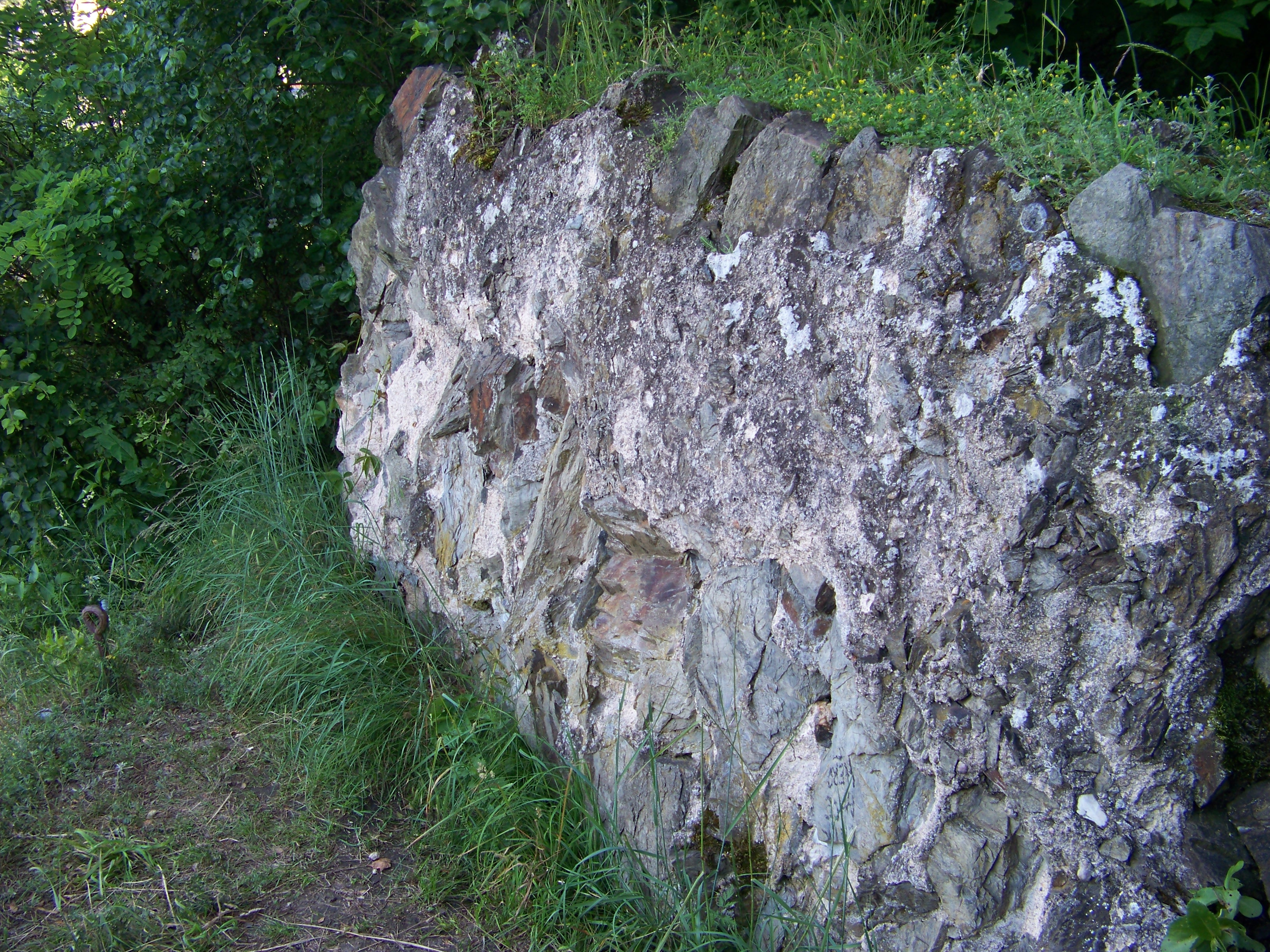
Zbytky zdiva na okraji plošiny

Zříceninu významně poškodila stavba železniční trati Praha–Děčín, která měla původně vést kolem úpatí skály, ale povodeň roku 1845 ukázala, že trať musí být postavena výše. Nakonec byla vylámáním skály poškozena zejména východní část hradního areálu.

## Stavební podoba
Liběhrad býval menší, jednodílný hrad ve tvaru nepravidelného čtverhranu. Od řeky ho chránil příkrý sráz a na straně opačné příkop. za kterým se dochoval valovitý pozůstatek původní hradby. Na jihovýchodě dosud stojí malá část pravoúhlého nároží této hradby. Zástavba hradu se dochovala jen v terénních náznacích zejména na jižní straně, kde stála nejméně dvouprostorová budova. Severovýchodní část hradu byla odtěžena a jediným zbytkem je malý fragment zdiva na okraji srázu.

## Pověst o založení hradu
Podle pověsti hrad založila roku 711 kněžna Libuše. Na místo ji upozornily její služebnice, které v okolí pořádaly hon a skála nad řekou se jim zalíbila. Požádaly proto kněžnu požádaly, aby na ní nechala zbudovat hrad, pojmenovaný Liběhrad. Podle Hájkovy kroniky byl postaven nejprve ze dřeva a později z kamene. Václav Hájek z Libočan už na místě pozoroval jen zříceninu hradu.